# Kathrin Dausmann
Kathrin Dausmann (* 30. Mai 1972) ist eine deutsche Biologin und Professorin für funktionelle Ökologie an der Universität Hamburg.

## Werdegang
Kathrin Dausmann studierte von 1991 bis 1997 Biologie an der Julius-Maximilians-Universität in Würzburg und an der University of Oxford in Großbritannien. 2004 promovierte sie am Institut für Zoologie an der Philipps-Universität in Marburg und erhielt im selben Jahr eine Juniorprofessur für Ökophysiologie an der Universität Hamburg. Seit 2015 ist sie Professorin für funktionelle Ökologie an der Universität Hamburg und hat sich auf die Ökologie und Ökophysiologie kleiner Säugetiere, Energiebudgets und Anpassungen an neuartige Lebensräume spezialisiert.

## Forschungsschwerpunkte
Dausmann erforscht die physiologischen und ethologischen Grundlagen der Ökologie an unterschiedlichen taxonomischen Gruppen (Säugetiere, Amphibien, Reptilien, Vögel). Ihr Schwerpunkt liegt dabei auf der Frage, wie Tiere ihre Engergiebudgets in einer sich verändernden Umwelt anpassen und ausgleichen, und welche Faktoren hierbei ausschlaggebend sind.

## Mitgliedschaften
- DHV (Deutscher Hochschulverband)
- DZG (Deutsche Zoologische Gesellschaft)
- IHS (International Hibernation Society)
- VBio (Verband Biologie, Biowissenschaften & Biomedizin in Deutschland)

## Publikationen (Auswahl)
- K. H. Dausmann, L. Warnecke: Primate torpor expression: ghost of the climatic past. In: Physiology. 31, 2016, S. 398–408.
- J. Nowack, K. H. Dausmann: Can heterothermy facilitate the colonization of new habitats? In: Mammalian Review. 45, 2015, S. 117–127.
- K. H. Dausmann, J. Glos: No energetic benefits from sociality in tropical hibernation. In: Functional Ecology. 29, 2015, S. 498–505.
- K. H. Dausmann, J. Glos, G. Heldmaier: Energetics of tropical hibernation. In: Journal of Comparative Physiology. B 179, 2009, S. 345–357.
- K. H. Dausmann, J. Glos, J. U. Ganzhorn, G. Heldmaier: Hibernation in a tropical primate. In: Nature. 429, 2004, S. 825–826.